# Gabriele Giolito de’ Ferrari

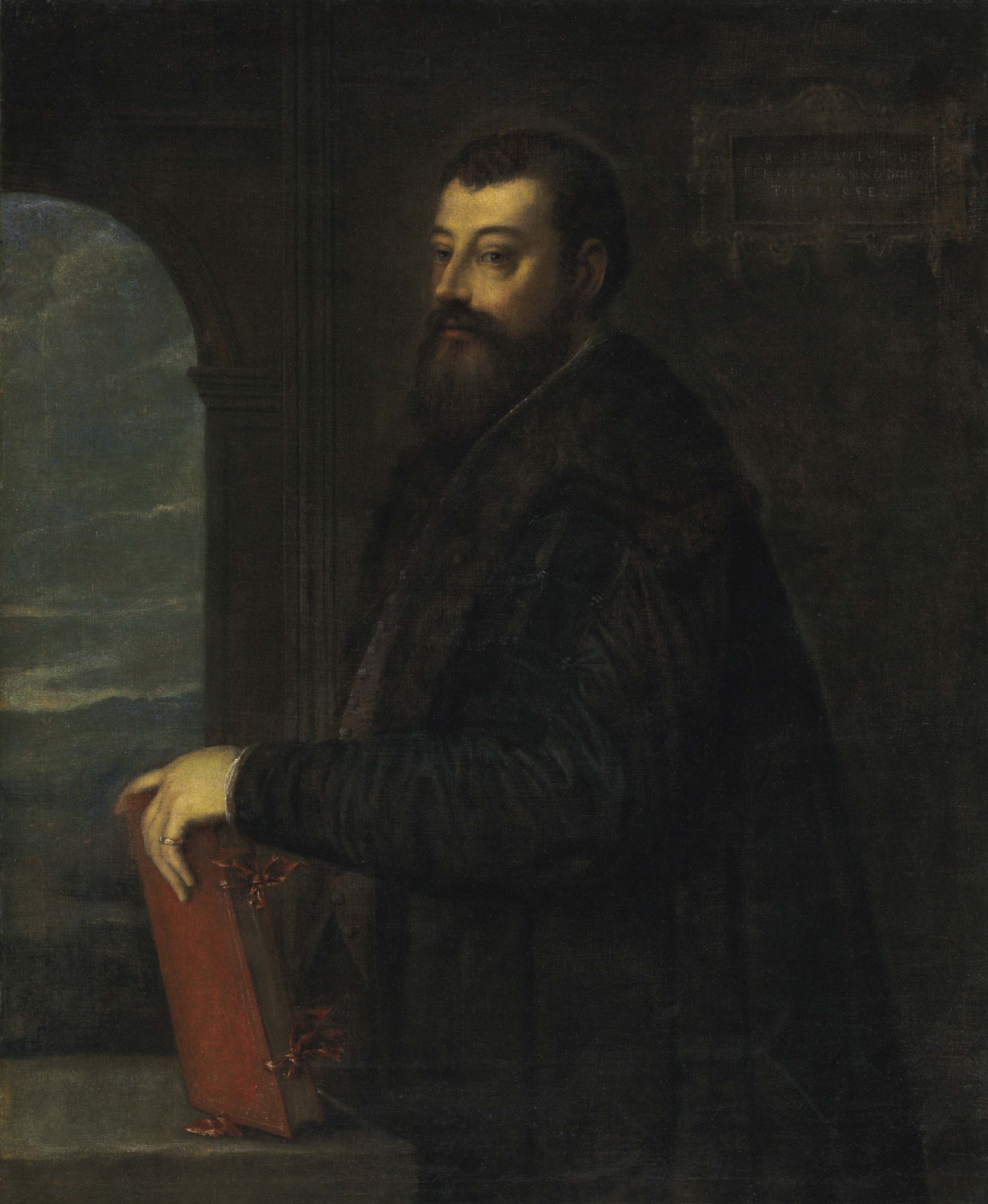
Gabriele Giolito de’ Ferrari (Tizian, 1554)

Gabriele Giolito de’ Ferrari  (* in Trino; † 1578) war ein venezianischer Drucker, Verleger und Buchhändler des  16. Jahrhunderts.
Giolito de Ferrari war das berühmteste und erfolgreichste Mitglied einer italienischen Druckerfamilie. Tätig in Venedig war er seit 1539, wo er das erste Mal ein Druckprivileg vom venezianischen Senat erhielt. Seine Offizin befand sich in der Nähe des Rialto und trug den Namen Libreria della Fenice (Phönix-Buchhandlung). Entsprechend war sein Druckerzeichen ein Phönix, der mit geöffneten Flügeln den Flammen entsteigt, mit dem lateinischen Motto Semper eadem (Immer der gleiche). Giolito setzte sein Druckerzeichen bereits gezielt als Markenzeichen für die Qualität seiner Produkte ein. Es gibt rund 20 Varianten des Signets, das, wie auch das Signet von Aldus Manutius, von anderen Druckern nachgeahmt wurde. Giolito verlegte vor allem italienische Autoren, wie Boccaccio, Dante, Tasso, Petrarca und Machiavelli. Ariosts Orlando Furioso war ein Bestseller des Hauses Giolito de’ Ferrari. 1547 veröffentlichte er die erste italienische Übersetzung des Horapoll, 1553 eine italienische Übersetzung der Metamorphosen des Ovid. 1555 gab er Dantes Göttliche Komödie heraus, wo Dante zum ersten Mal mit dem Beinamen Divinus (der Göttliche) bezeichnet wird.
Nach dem Konzil von Trient konzentrierte sich Giolito auf theologische und pastorale Literatur. Die Interrogatio des Theatinermönchs Giovanni Paolo da Como, eine Art Katechismus zum Gebrauch an Schulen, war der größten Verkaufserfolge des Hauses Giolito.